# سینما فردوسی
سینما فردوسی یک سینما در تهران است که در خیابان انقلاب، روبروی خیابان لاله‌زار نو واقع شده است.
این سینما که متعلق به حوزه هنری می‌باشد دارای ۱ سالن به ظرفیت ۱۰۲۴ نفر است.